# Asako Ideue
Asako Ideue (jap. 井手上 麻子, Ideue Asako; * 5. Mai 1987 in der Präfektur Kagoshima) ist eine ehemalige japanische Fußballspielerin.

## Karriere

### Verein
Ideue spielte in der Jugend für die Nippon Sport Science University. Sie begann ihre Karriere bei TEPCO Mareeze. 2011 folgte dann der Wechsel zu Nippon TV Beleza. 2012 folgte dann der Wechsel zu Mynavi Vegalta Sendai Ladies. 2015 beendete sie Spielerkarriere.

### Nationalmannschaft
Ideue absolvierte ihr erstes Länderspiel für die japanischen Nationalmannschaft am 11. Mai 2010 gegen Mexiko.